# Tratado de Guadalupe Hidalgo

Cessão mexicana.

O Tratado de Guadalupe Hidalgo foi o tratado de paz que pôs fim à Guerra Mexicano-Americana (1846-1848). O tratado previa a cessão de territórios do México aos Estados Unidos, com uma área total de 1,36 milhões de km², em troca de 15 milhões de dólares. Os Estados Unidos concordaram ainda assumir cerca de 3,5 milhões de dólares de dívidas mexicanas a cidadãos americanos.
A cessão incluía partes dos actuais estados norte-americanos de Colorado, Arizona, Wyoming e Novo México bem como a totalidade dos actuais estados de Utah, Califórnia e Nevada. Os restantes territórios dos actuais estados do Arizona e Novo México foram posteriormente cedidos pelo México na Compra Gadsden.
O tratado foi assinado em 2 de Fevereiro de 1848 por Nicholas P. Thrist em representação dos Estados Unidos e por três representantes plenipotenciários do lado do México, em Guadalupe Hidalgo, ligeiramente a norte da Cidade do México. Seria ratificado pelo senado dos Estados Unidos em 10 de Março e a 19 de Maio pelo governo mexicano. Os instrumentos de ratificação foram trocados em 30 de Maio em Querétaro.